# Villaggi francesi distrutti durante la prima guerra mondiale
Durante la prima guerra mondiale sul fronte occidentale diversi villaggi francesi del dipartimento della Mosa furono completamente distrutti in seguito ai combattimenti. Molti di questi non vennero mai più ricostruiti e risultano ad oggi "disabitati".
Alla fine delle ostilità tutti i villaggi non ricostruiti vennero dichiarati "villaggi morti per la Francia" e si decise di conservarli come "comune" in memoria di quei tragici avvenimenti. Oggi sono amministrati da un consiglio municipale di tre persone designate dal prefetto del dipartimento della Mosa.
| Comune                   | Abitanti (1911) | Abitanti (1999) | Superficie | CAP   | Sindaco                 |
| ------------------------ | --------------- | --------------- | ---------- | ----- | ----------------------- |
| Beaumont-en-Verdunois    | 186 ab.         | 0 ab.           | 7,87 km²   | 55100 | Pierre Libert           |
| Bezonvaux                | 149 ab.         | 0 ab.           | 9,23 km²   | 55100 | Jean Laparra            |
| Cumières-le-Mort-Homme   | 205 ab.         | 0 ab.           | 6,11 km²   | 55100 | Jean Lavigne            |
| Fleury-devant-Douaumont  | 422 ab.         | 0 ab.           | 10,27 km²  | 55100 | Léon Rodier             |
| Douaumont                | 288 ab.         | 7 ab.           | 6,14 km²   | 55100 | Marie-Claude Minmeister |
| Haumont-près-Samogneux   | 131 ab.         | 0 ab.           | 10,81 km²  | 55100 | René Raguet             |
| Louvemont-Côte-du-Poivre | 183 ab.         | 0 ab.           | 8,25 km²   | 55100 | François-Xavier Long    |
| Ornes                    | 718 ab.         | 6 ab.           | 18,52 km²  | 55100 | Charles Saint-Vanne     |
| Vaux-devant-Damloup      | 80 ab.          | 65 ab.          | 6,56 km²   | 55400 | Bernard Bertrand        |